# Férfi 200 méteres gyorsúszás a 2017-es úszó-világbajnokságon
A 2017-es úszó-világbajnokságon a férfi 200 méteres gyorsúszás versenyszámának döntőjét Budapesten rendezték, a Duna Arénában. A győztes a kínai Szun Jang lett, míg a magyar versenyző, Kozma Dominik a 6., Bernek Péter pedig a 25. helyen végzett.